# Leioproctus mourei
Leioproctus mourei là một loài Hymenoptera trong họ Colletidae. Loài này được Toro mô tả khoa học năm 1968.